# Torneo Apertura 2003 (México)
El Torneo Apertura 2003 fue la edición LXX del campeonato de liga de la Primera División del fútbol mexicano; Se trató del 15º torneo corto, luego del cambio en el formato de competencia, con el que se abrió la temporada 2003-04. Pachuca ganó el campeonato por tercera vez luego de ganarle la final del Torneo Invierno 2001 (México) precisamente a Tigres ante un Universitario lleno, esta vez sería más sencilla ya que el partido se resolvería prácticamente en la ida quedando 3-1 a favor y posteriormente perder por 1-0 quedando campeón por marcador global de 3-2.

## Formato de competencia
Los 20 equipos participantes se dividen en 4 grupos de cinco integrantes. Juegan todos contra todos a una sola ronda, por lo que cada equipo jugó 19 partidos. Al finalizar la temporada regular califican a la liguilla los 2 primeros lugares de cada grupo; si hubiera 1 o 2 clubes (no ubicados en esos dos primeros puestos) de un sector, con mejor desempeño estadístico que algún líder o sublíder de otro grupo, estos se medirán en la fase de reclasificación o repechaje en duelos a eliminación directa.

### Fase de calificación
En la fase de calificación participan los 20 clubes de la primera división profesional jugando todos contra todos durante las 19 jornadas respectivas, a un solo partido. Se observará el sistema de puntos. La ubicación en la tabla general está sujeta a lo siguiente:
1. Por juego ganado se obtendrán tres puntos.
2. Por juego empatado se obtendrá un punto.
3. Por juego perdido no se otorgan puntos.

El orden de los clubes al final de la Fase de Calificación del Torneo corresponderá a la suma de los puntos obtenidos por cada uno de ellos y se presentará en forma descendente. Si al finalizar las 19 jornadas del torneo, dos o más clubes estuviesen empatados en puntos, su posición en la Tabla general será determinada atendiendo a los siguientes criterios de desempate:
1. Mejor diferencia entre los goles anotados y recibidos
2. Mayor número de goles anotados
3. Marcadores particulares entre los clubes empatados
4. Mayor número de goles anotados como visitante
5. Mejor ubicación en la Tabla general de cocientes
6. Tabla Fair Play
7. Sorteo

### Fase final
Califican a la liguilla los 2 primeros lugares de cada grupo; si hubiera 1 o 2 clubes (no ubicados en esos dos primeros puestos) de un sector, con mejor desempeño estadístico que algún líder o sublíder de otro grupo, estos se medirán en la fase de reclasificación o repechaje en duelos a eliminación directa.
1.º vs 8.º 

2.º vs 7.º 

3.º vs 6.º 

4.º vs 5.º
En semifinales participarán los cuatro clubes vencedores de cuartos de final, reubicándolos del uno al cuatro, de acuerdo a su mejor posición en la Tabla General de Clasificación al término de la jornada 19, enfrentándose 1.º vs 4.º y 2.º vs 3.º.
Disputarán el título de Campeón del Torneo Apertura 2003 los dos clubes vencedores de la fase semifinal.
Todos los partidos de esta fase serán en formato de ida y vuelta, eligiendo siempre el club que haya quedado mejor ubicado en la Tabla general de clasificación el horario de su partido como local.
El criterio usado para definir una clasificación en las rondas de reclasificación, cuartos de final y semifinales en caso de empate global será otorgar esta al equipo con mejor posición en la tabla general al final de la fase regular. En cuanto a la final, un empate global luego del juego de vuelta, será dirimido con dos tiempos extras de 15 minutos cada uno, contando con la posibilidad del Gol de oro o el gol de plata, y posteriormente Tiros desde el punto penal, hasta que se produjera un ganador.

## Equipos participantes

### Ascenso y descenso
| Pos | Descendidos de Primera División 2002-03 |
| --- | --------------------------------------- |
| 13º | Cuernavaca                              |

| Pos | Ascendido de la Primera División 'A' 2002-03 |
| --- | -------------------------------------------- |
| 6º  | Irapuato                                     |

| Equipo                    | Estadio                 | Sede                             | Director Técnico       |
| ------------------------- | ----------------------- | -------------------------------- | ---------------------- |
| América (AME)             | Azteca                  | México, D.F.                     | Leo Beenhakker         |
| Atlante (ATT)             | Azulgrana UTN           | Ciudad Nezahualcóyotl, México    | Miguel Herrera         |
| Atlas (ATL)               | Jalisco                 | Guadalajara, Jalisco             | Fernando Quirarte      |
| Jaguares de Chiapas (JAG) | Víctor Manuel Reyna     | Tuxtla Gutiérrez, Chiapas        | José Luis Trejo        |
| Cruz Azul (CAZ)           | Azul                    | Ciudad de México                 | Enrique Meza           |
| Guadalajara (GDL)         | Jalisco                 | Guadalajara, Jalisco             | Eduardo de la Torre    |
| Irapuato (IRA)            | Sergio León Chávez      | Irapuato, Guanajuato             | José Luis Saldívar     |
| Monterrey (MTY)           | Tecnológico             | Monterrey, Nuevo León            | Daniel Passarella      |
| Morelia (MOR)             | Morelos                 | Morelia, Michoacán               | Rubén Omar Romano      |
| Necaxa (NEC)              | Victoria                | Aguascalientes, Aguascalientes   | Raúl Arias             |
| Pachuca (PAC)             | Hidalgo                 | Pachuca, Hidalgo                 | Víctor Manuel Vucetich |
| Puebla (PUE)              | Cuauhtémoc              | Puebla, Puebla                   | Mario Carrillo         |
| Querétaro (QRO)           | Corregidora             | Querétaro, Querétaro             | Octavio Mora           |
| San Luis (SLS)            | Alfonso Lastras Ramírez | San Luis Potosí, San Luis Potosí | Abel Alves             |
| Santos (SAN)              | Corona                  | Torreón, Coahuila                | Luis Fernando Tena     |
| Tigres (UNL)              | Universitario           | Monterrey, Nuevo León            | Nery Pumpido           |
| Toluca (TOL)              | Nemesio Díez            | Toluca, Edo. de México           | Alberto Jorge          |
| Tecos UAG (UAG)           | Tres de Marzo           | Guadalajara, Jalisco             | Eduardo Acevedo        |
| Pumas UNAM (UNA)          | Olímpico Universitario  | Ciudad de México                 | Hugo Sánchez           |
| Veracruz (VER)            | Luis "Pirata" Fuente    | Veracruz, Veracruz               | Daniel Guzmán          |

### Cambios de entrenadores
| Equipo      | Entrenador (jornadas)                                                    |
| ----------- | ------------------------------------------------------------------------ |
| Querétaro   | Octavio Mora (1-4) Humberto Hernández (5-7) Alfredo Tena (8-)            |
| Atlas       | Fernando Quirarte (1-7) Sergio Bueno (8-)                                |
| Guadalajara | Eduardo de la Torre (1-10) Hans Westerhof (11-)                          |
| Toluca      | Alberto Jorge (1-10) Ricardo Ferretti (11-)                              |
| Irapuato    | José Luis Saldívar (1-11) Alejandro Hisis (12) Carlos de los Cobos (13-) |
| San Luis    | Abel Alves (1-13) Pilar Reyes (14) Wilson Graniolatti (15-)              |

## Tabla general
| Pos. | Equipo      | Pts. | PJ | G  | E | P  | GF | GC | Dif. | Clasificación                   |
| ---- | ----------- | ---- | -- | -- | - | -- | -- | -- | ---- | ------------------------------- |
| 1    | Tigres      | 38   | 19 | 11 | 5 | 3  | 38 | 20 | +18  | Cuartos de final de la liguilla |
| 2    | UNAM        | 38   | 19 | 11 | 5 | 3  | 34 | 23 | +11  | Cuartos de final de la liguilla |
| 3    | Pachuca (C) | 36   | 19 | 10 | 6 | 3  | 28 | 19 | +9   | Cuartos de final de la liguilla |
| 4    | Santos      | 31   | 19 | 8  | 7 | 4  | 41 | 29 | +12  | Cuartos de final de la liguilla |
| 5    | Atlante     | 31   | 19 | 8  | 7 | 4  | 32 | 21 | +11  | Cuartos de final de la liguilla |
| 6    | Tecos UAG   | 31   | 19 | 9  | 4 | 6  | 31 | 29 | +2   | Reclasificación a liguilla      |
| 7    | Necaxa      | 30   | 19 | 7  | 9 | 3  | 23 | 18 | +5   | Cuartos de final de la liguilla |
| 8    | Guadalajara | 29   | 19 | 9  | 2 | 8  | 30 | 28 | +2   | Reclasificación a liguilla      |
| 9    | América     | 28   | 19 | 8  | 4 | 7  | 34 | 26 | +8   |                                 |
| 10   | Toluca      | 27   | 19 | 8  | 3 | 8  | 33 | 24 | +9   | Reclasificación a liguilla      |
| 11   | Cruz Azul   | 27   | 19 | 7  | 6 | 6  | 30 | 30 | 0    | Reclasificación a liguilla      |
| 12   | Veracruz    | 27   | 19 | 8  | 3 | 8  | 34 | 38 | −4   |                                 |
| 13   | Morelia     | 25   | 19 | 7  | 4 | 8  | 25 | 29 | −4   |                                 |
| 14   | Monterrey   | 22   | 19 | 5  | 7 | 7  | 29 | 29 | 0    |                                 |
| 15   | Irapuato    | 22   | 19 | 6  | 4 | 9  | 23 | 32 | −9   |                                 |
| 16   | Chiapas     | 21   | 19 | 5  | 6 | 8  | 21 | 34 | −13  |                                 |
| 17   | Puebla      | 20   | 19 | 5  | 5 | 9  | 23 | 30 | −7   |                                 |
| 18   | Atlas       | 19   | 19 | 5  | 4 | 10 | 29 | 32 | −3   |                                 |
| 19   | San Luis    | 11   | 19 | 2  | 5 | 12 | 20 | 39 | −19  |                                 |
| 20   | Querétaro   | 7    | 19 | 1  | 4 | 14 | 16 | 44 | −28  |                                 |

 Fuente: Torneo Apertura 2003

### Grupos

#### Grupo 1
| Pos. | Equipo      | Pts. | PJ | G  | E | P  | GF | GC | Dif. | Clasificación                   |
| ---- | ----------- | ---- | -- | -- | - | -- | -- | -- | ---- | ------------------------------- |
| 1    | Pachuca (C) | 36   | 19 | 10 | 6 | 3  | 28 | 19 | +9   | Cuartos de final de la liguilla |
| 2    | Toluca      | 27   | 19 | 8  | 3 | 8  | 33 | 24 | +9   | Reclasificación a liguilla      |
| 3    | Monterrey   | 22   | 19 | 5  | 7 | 7  | 29 | 29 | 0    |                                 |
| 4    | Puebla      | 20   | 19 | 5  | 5 | 9  | 23 | 30 | −7   |                                 |
| 5    | Atlas       | 19   | 19 | 5  | 4 | 10 | 29 | 32 | −3   |                                 |

 Fuente: Torneo Apertura 2003

#### Grupo 2
| Pos. | Equipo    | Pts. | PJ | G  | E | P  | GF | GC | Dif. | Clasificación                   |
| ---- | --------- | ---- | -- | -- | - | -- | -- | -- | ---- | ------------------------------- |
| 1    | UNAM      | 38   | 19 | 11 | 5 | 3  | 34 | 23 | +11  | Cuartos de final de la liguilla |
| 2    | Santos    | 31   | 19 | 8  | 7 | 4  | 41 | 29 | +12  | Cuartos de final de la liguilla |
| 3    | Tecos UAG | 31   | 19 | 9  | 4 | 6  | 31 | 29 | +2   | Reclasificación a liguilla      |
| 4    | América   | 28   | 19 | 8  | 4 | 7  | 34 | 26 | +8   |                                 |
| 5    | Querétaro | 7    | 19 | 1  | 4 | 14 | 16 | 44 | −28  |                                 |

 Fuente: Torneo Apertura 2003

#### Grupo 3
| Pos. | Equipo    | Pts. | PJ | G  | E | P  | GF | GC | Dif. | Clasificación                   |
| ---- | --------- | ---- | -- | -- | - | -- | -- | -- | ---- | ------------------------------- |
| 1    | Tigres    | 38   | 19 | 11 | 5 | 3  | 38 | 20 | +18  | Cuartos de final de la liguilla |
| 2    | Cruz Azul | 27   | 19 | 7  | 6 | 6  | 30 | 30 | 0    | Reclasificación a liguilla      |
| 3    | Morelia   | 25   | 19 | 7  | 4 | 8  | 25 | 29 | −4   |                                 |
| 4    | Chiapas   | 21   | 19 | 5  | 6 | 8  | 21 | 34 | −13  |                                 |
| 5    | San Luis  | 11   | 19 | 2  | 5 | 12 | 20 | 39 | −19  |                                 |

 Fuente: Torneo Apertura 2003

#### Grupo 4
| Pos. | Equipo      | Pts. | PJ | G | E | P | GF | GC | Dif. | Clasificación                   |
| ---- | ----------- | ---- | -- | - | - | - | -- | -- | ---- | ------------------------------- |
| 1    | Atlante     | 31   | 19 | 8 | 7 | 4 | 32 | 21 | +11  | Cuartos de final de la liguilla |
| 2    | Necaxa      | 30   | 19 | 7 | 9 | 3 | 23 | 18 | +5   | Cuartos de final de la liguilla |
| 3    | Guadalajara | 29   | 19 | 9 | 2 | 8 | 30 | 28 | +2   | Reclasificación a liguilla      |
| 4    | Veracruz    | 27   | 19 | 8 | 3 | 8 | 34 | 38 | −4   |                                 |
| 5    | Irapuato    | 22   | 19 | 6 | 4 | 9 | 23 | 32 | −9   |                                 |

 Fuente: Torneo Apertura 2003

## Torneo Regular

### Resultados
| Toluca      | 3-4 | Atlante   | Nemesio Díez           | 2 de agosto  | 15:00 |
| Cruz Azul   | 1-0 | Monterrey | Azul                   | 2 de agosto  | 17:00 |
| Tigres      | 1-0 | Jaguares  | Universitario          | 2 de agosto  | 21:00 |
| Necaxa      | 1-1 | San Luis  | Victoria               | 2 de agosto  | 21:00 |
| Irapuato    | 1-1 | Morelia   | Sergio León Chávez     | 3 de agosto  | 12:00 |
| Querétaro   | 0-0 | Pachuca   | Corregidora            | 3 de agosto  | 14:00 |
| Veracruz    | 1-1 | Tecos     | Luis "Pirata" Fuente   | 3 de agosto  | 16:00 |
| Guadalajara | 2-1 | Santos    | Jalisco                | 6 de agosto  | 20:00 |
| UNAM        | 4-3 | América   | Olímpico Universitario | 13 de agosto | 20:30 |
| Puebla      | 1-1 | Atlas     | Cuauhtémoc             | 27 de agosto | 14:00 |

| Jaguares  | 0-1 | Toluca      | Víctor Manuel Reyna     | 9 de agosto  | 15:00 |
| Morelia   | 3-2 | Querétaro   | Morelos                 | 9 de agosto  | 17:00 |
| San Luis  | 4-0 | Puebla      | Alfonso Lastras Ramírez | 9 de agosto  | 19:00 |
| Atlas     | 0-1 | UNAM        | Jalisco                 | 9 de agosto  | 20:45 |
| América   | 1-1 | Cruz Azul   | Azteca                  | 10 de agosto | 12:00 |
| Atlante   | 2-2 | Guadalajara | Azulgrana UTN           | 10 de agosto | 12:00 |
| Pachuca   | 1-1 | Tigres      | Hidalgo                 | 10 de agosto | 12:00 |
| Tecos     | 1-3 | Irapuato    | Tres de Marzo           | 10 de agosto | 16:00 |
| Santos    | 1-1 | Necaxa      | Corona                  | 10 de agosto | 16:00 |
| Monterrey | 1-1 | Veracruz    | Tecnológico             | 27 de agosto | 21:00 |

| Toluca      | 1-1 | Pachuca   | Nemesio Díez           | 16 de agosto | 15:00 |
| Cruz Azul   | 4-1 | Atlas     | Azul                   | 16 de agosto | 17:00 |
| Guadalajara | 0-1 | Jaguares  | Jalisco                | 16 de agosto | 19:00 |
| Tigres      | 2-0 | Morelia   | Universitario          | 16 de agosto | 19:00 |
| Necaxa      | 2-0 | Atlante   | Victoria               | 16 de agosto | 20:30 |
| UNAM        | 0-0 | San Luis  | Olímpico Universitario | 17 de agosto | 12:00 |
| Tecos       | 2-1 | Monterrey | Tres de Marzo          | 17 de agosto | 12:00 |
| Puebla      | 1-1 | Santos    | Cuauhtémoc             | 17 de agosto | 14:00 |
| Irapuato    | 2-1 | Querétaro | Sergio León Chávez     | 17 de agosto | 14:00 |
| Veracruz    | 3-2 | América   | Luis "Pirata" Fuente   | 17 de agosto | 16:00 |

| Jaguares  | 1-1 | Necaxa      | Víctor Manuel Reyna     | 23 de agosto | 15:00 |
| Morelia   | 1-2 | Toluca      | Morelos                 | 23 de agosto | 17:00 |
| San Luis  | 0-0 | Cruz Azul   | Alfonso Lastras Ramírez | 23 de agosto | 19:00 |
| Atlas     | 2-2 | Veracruz    | Jalisco                 | 23 de agosto | 20:45 |
| Monterrey | 2-2 | Irapuato    | Tecnológico             | 23 de agosto | 21:00 |
| Pachuca   | 2-0 | Guadalajara | Hidalgo                 | 24 de agosto | 12:00 |
| Atlante   | 3-0 | Puebla      | Azulgrana UTN           | 24 de agosto | 12:00 |
| América   | 0-1 | Tecos       | Azteca                  | 24 de agosto | 12:00 |
| Querétaro | 1-7 | Tigres      | Corregidora             | 24 de agosto | 14:00 |
| Santos    | 3-0 | UNAM        | Corona                  | 24 de agosto | 16:00 |

| Toluca      | 2-0 | Querétaro | Nemesio Díez           | 30 de agosto | 15:00 |
| Cruz Azul   | 0-2 | Santos    | Azul                   | 30 de agosto | 17:00 |
| Veracruz    | 3-1 | San Luis  | Luis "Pirata" Fuente   | 30 de agosto | 17:00 |
| Guadalajara | 0-1 | Morelia   | Jalisco                | 30 de agosto | 19:00 |
| Monterrey   | 2-2 | América   | Tecnológico            | 30 de agosto | 19:00 |
| Necaxa      | 1-1 | Pachuca   | Victoria               | 30 de agosto | 20:30 |
| UNAM        | 1-1 | Atlante   | Olímpico Universitario | 31 de agosto | 12:00 |
| Puebla      | 4-1 | Jaguares  | Cuauhtémoc             | 31 de agosto | 14:00 |
| Irapuato    | 2-0 | Tigres    | Sergio León Chávez     | 31 de agosto | 14:00 |
| Tecos       | 1-0 | Atlas     | Tres de Marzo          | 31 de agosto | 16:00 |

| Jaguares  | 2-5 | UNAM        | Víctor Manuel Reyna     | 6 de septiembre  | 15:00 |
| Morelia   | 3-3 | Necaxa      | Morelos                 | 6 de septiembre  | 17:00 |
| San Luis  | 1-3 | Tecos       | Alfonso Lastras Ramírez | 6 de septiembre  | 19:00 |
| Atlas     | 2-3 | Monterrey   | Jalisco                 | 6 de septiembre  | 20:45 |
| América   | 1-0 | Irapuato    | Azteca                  | 7 de septiembre  | 12:00 |
| Pachuca   | 0-2 | Puebla      | Hidalgo                 | 7 de septiembre  | 12:00 |
| Querétaro | 1-2 | Guadalajara | Corregidora             | 7 de septiembre  | 14:00 |
| Santos    | 3-0 | Veracruz    | Corona                  | 7 de septiembre  | 16:00 |
| Atlante   | 3-3 | Cruz Azul   | Azulgrana UTN           | 16 de septiembre | 14:00 |
| Tigres    | 1-0 | Toluca      | Universitario           | 4 de noviembre   | 20:45 |

| Veracruz    | 0-3 | Atlante   | Luis "Pirata" Fuente   | 13 de septiembre | 15:00 |
| Cruz Azul   | 1-3 | Jaguares  | Azul                   | 13 de septiembre | 17:00 |
| Monterrey   | 3-2 | San Luis  | Tecnológico            | 13 de septiembre | 19:00 |
| Guadalajara | 2-3 | Tigres    | Jalisco                | 13 de septiembre | 19:00 |
| Necaxa      | 1-0 | Querétaro | Victoria               | 13 de septiembre | 20:30 |
| UNAM        | 1-2 | Pachuca   | Olímpico Universitario | 14 de septiembre | 12:00 |
| América     | 3-0 | Atlas     | Azteca                 | 14 de septiembre | 12:00 |
| Puebla      | 4-2 | Morelia   | Cuauhtémoc             | 14 de septiembre | 14:00 |
| Irapuato    | 2-1 | Toluca    | Sergio León Chávez     | 14 de septiembre | 14:00 |
| Tecos       | 3-3 | Santos    | Tres de Marzo          | 14 de septiembre | 16:00 |

| Jaguares  | 1-0 | Veracruz    | Víctor Manuel Reyna     | 20 de septiembre | 15:00 |
| Santos    | 5-5 | Monterrey   | Corona                  | 20 de septiembre | 16:00 |
| Tigres    | 2-1 | Necaxa      | Universitario           | 20 de septiembre | 17:00 |
| Morelia   | 0-3 | UNAM        | Morelos                 | 20 de septiembre | 18:00 |
| San Luis  | 1-5 | América     | Alfonso Lastras Ramírez | 20 de septiembre | 19:00 |
| Atlas     | 6-1 | Irapuato    | Jalisco                 | 20 de septiembre | 20:45 |
| Atlante   | 1-0 | Tecos       | Azulgrana UTN           | 21 de septiembre | 12:00 |
| Pachuca   | 4-1 | Cruz Azul   | Hidalgo                 | 21 de septiembre | 12:00 |
| Toluca    | 2-1 | Guadalajara | Nemesio Díez            | 21 de septiembre | 12:00 |
| Querétaro | 0-2 | Puebla      | Corregidora             | 21 de septiembre | 14:00 |

| Puebla    | 0-1 | Tigres      | Cuauhtémoc             | 24 de septiembre | 14:00 |
| Veracruz  | 3-1 | Pachuca     | Luis "Pirata" Fuente   | 24 de septiembre | 15:00 |
| Tecos     | 3-2 | Jaguares    | Tres de Marzo          | 24 de septiembre | 19:00 |
| Cruz Azul | 0-2 | Morelia     | Azul                   | 24 de septiembre | 20:00 |
| América   | 0-0 | Santos      | Azteca                 | 24 de septiembre | 20:45 |
| UNAM      | 2-0 | Querétaro   | Olímpico Universitario | 24 de septiembre | 20:30 |
| Monterrey | 1-0 | Atlante     | Tecnológico            | 24 de septiembre | 20:30 |
| Necaxa    | 1-0 | Toluca      | Victoria               | 24 de septiembre | 20:30 |
| Irapuato  | 2-3 | Guadalajara | Sergio León Chávez     | 24 de septiembre | 20:45 |
| Atlas     | 4-1 | San Luis    | Jalisco                | 24 de septiembre | 20:45 |

| Jaguares    | 3-2 | Monterrey | Víctor Manuel Reyna     | 27 de septiembre | 15:00 |
| Morelia     | 2-0 | Veracruz  | Morelos                 | 27 de septiembre | 17:00 |
| Tigres      | 1-1 | UNAM      | Universitario           | 27 de septiembre | 17:00 |
| Guadalajara | 2-3 | Necaxa    | Jalisco                 | 27 de septiembre | 19:00 |
| San Luis    | 0-0 | Irapuato  | Alfonso Lastras Ramírez | 27 de septiembre | 19:00 |
| Toluca      | 0-0 | Puebla    | Nemesio Díez            | 28 de septiembre | 12:00 |
| Pachuca     | 2-1 | Tecos     | Hidalgo                 | 28 de septiembre | 12:00 |
| Atlante     | 0-0 | América   | Azulgrana UTN           | 28 de septiembre | 12:00 |
| Querétaro   | 3-3 | Cruz Azul | Corregidora             | 28 de septiembre | 14:00 |
| Santos      | 3-2 | Atlas     | Corona                  | 28 de septiembre | 16:00 |

| Monterrey | 2-2 | Pachuca     | Tecnológico             | 4 de octubre | 17:00 |
| Cruz Azul | 1-1 | Tigres      | Azul                    | 4 de octubre | 17:00 |
| Veracruz  | 3-0 | Querétaro   | Luis "Pirata" Fuente    | 4 de octubre | 17:00 |
| San Luis  | 3-0 | Santos      | Alfonso Lastras Ramírez | 4 de octubre | 19:00 |
| Atlas     | 2-1 | Atlante     | Jalisco                 | 4 de octubre | 20:45 |
| UNAM      | 3-2 | Toluca      | Olímpico Universitario  | 5 de octubre | 12:00 |
| Tecos     | 1-0 | Morelia     | Tres de Marzo           | 5 de octubre | 12:00 |
| América   | 5-0 | Jaguares    | Azteca                  | 5 de octubre | 12:00 |
| Puebla    | 1-1 | Guadalajara | Cuauhtémoc              | 5 de octubre | 14:00 |
| Irapuato  | 1-3 | Necaxa      | Sergio León Chávez      | 5 de octubre | 16:00 |

| Jaguares    | 1-1 | Atlas     | Víctor Manuel Reyna | 11 de octubre | 15:00 |
| Tigres      | 4-1 | Veracruz  | Universitario       | 11 de octubre | 17:00 |
| Morelia     | 1-0 | Monterrey | Morelos             | 11 de octubre | 17:00 |
| Guadalajara | 2-0 | UNAM      | Jalisco             | 11 de octubre | 19:00 |
| Necaxa      | 1-0 | Puebla    | Victoria            | 11 de octubre | 20:30 |
| Pachuca     | 2-1 | América   | Hidalgo             | 12 de octubre | 12:00 |
| Toluca      | 1-2 | Cruz Azul | Nemesio Díez        | 12 de octubre | 12:00 |
| Atlante     | 2-0 | San Luis  | Azulgrana UTN       | 12 de octubre | 12:00 |
| Querétaro   | 0-3 | Tecos     | Corregidora         | 12 de octubre | 14:00 |
| Santos      | 5-0 | Irapuato  | Corona              | 12 de octubre | 16:00 |

| San Luis  | 1-2 | Jaguares    | Alfonso Lastras Ramírez | 18 de octubre | 15:00 |
| Cruz Azul | 2-1 | Guadalajara | Azul                    | 18 de octubre | 17:00 |
| Veracruz  | 2-3 | Toluca      | Luis "Pirata" Fuente    | 18 de octubre | 17:00 |
| Monterrey | 3-1 | Querétaro   | Tecnológico             | 18 de octubre | 17:00 |
| Atlas     | 3-1 | Pachuca     | Jalisco                 | 18 de octubre | 20:45 |
| América   | 1-0 | Morelia     | Azteca                  | 19 de octubre | 12:00 |
| UNAM      | 2-0 | Necaxa      | Olímpico Universitario  | 19 de octubre | 12:00 |
| Irapuato  | 3-1 | Puebla      | Sergio León Chávez      | 19 de octubre | 14:00 |
| Santos    | 2-3 | Atlante     | Corona                  | 19 de octubre | 16:00 |
| Tecos     | 2-1 | Tigres      | Tres de Marzo           | 19 de octubre | 16:00 |

| Puebla      | 1-1 | UNAM      | Cuauhtémoc          | 22 de octubre | 14:00 |
| Toluca      | 2-1 | Tecos     | Nemesio Díez        | 22 de octubre | 15:00 |
| Pachuca     | 2-0 | San Luis  | Hidalgo             | 22 de octubre | 20:00 |
| Necaxa      | 0-0 | Cruz Azul | Victoria            | 22 de octubre | 20:30 |
| Morelia     | 2-1 | Atlas     | Morelos             | 22 de octubre | 20:45 |
| Guadalajara | 3-1 | Veracruz  | Jalisco             | 22 de octubre | 20:45 |
| Tigres      | 3-2 | Monterrey | Universitario       | 22 de octubre | 20:45 |
| Querétaro   | 1-3 | América   | Corregidora         | 22 de octubre | 20:45 |
| Atlante     | 0-1 | Irapuato  | Azulgrana UTN       | 23 de octubre | 15:00 |
| Jaguares    | 1-1 | Santos    | Víctor Manuel Reyna | 23 de octubre | 15:00 |

| San Luis  | 0-1 | Morelia     | Alfonso Lastras Ramírez | 25 de octubre | 15:00 |
| Monterrey | 0-0 | Toluca      | Tecnológico             | 25 de octubre | 17:00 |
| Cruz Azul | 1-0 | Puebla      | Azul                    | 25 de octubre | 17:00 |
| Veracruz  | 3-2 | Necaxa      | Luis "Pirata" Fuente    | 25 de octubre | 17:00 |
| Atlas     | 0-1 | Querétaro   | Jalisco                 | 25 de octubre | 20:45 |
| América   | 2-1 | Tigres      | Azteca                  | 26 de octubre | 12:00 |
| Tecos     | 2-4 | Guadalajara | Tres de Marzo           | 26 de octubre | 12:00 |
| Irapuato  | 0-1 | UNAM        | Sergio León Chávez      | 26 de octubre | 14:00 |
| Atlante   | 3-0 | Jaguares    | Azulgrana UTN           | 26 de octubre | 14:00 |
| Santos    | 1-2 | Pachuca     | Corona                  | 26 de octubre | 16:00 |

| Jaguares    | 2-2 | Irapuato  | Víctor Manuel Reyna    | 1 de noviembre | 15:00 |
| Toluca      | 6-0 | América   | Nemesio Díez           | 1 de noviembre | 15:00 |
| Morelia     | 2-4 | Santos    | Morelos                | 1 de noviembre | 17:00 |
| Tigres      | 4-1 | Atlas     | Universitario          | 1 de noviembre | 19:00 |
| Guadalajara | 0-2 | Monterrey | Jalisco                | 1 de noviembre | 19:00 |
| Necaxa      | 0-0 | Tecos     | Victoria               | 1 de noviembre | 21:00 |
| UNAM        | 2-1 | Cruz Azul | Olímpico Universitario | 2 de noviembre | 12:00 |
| Pachuca     | 0-0 | Atlante   | Hidalgo                | 2 de noviembre | 12:00 |
| Puebla      | 3-4 | Veracruz  | Cuauhtémoc             | 2 de noviembre | 14:00 |
| Querétaro   | 4-4 | San Luis  | Corregidora            | 2 de noviembre | 14:00 |

| Jaguares  | 0-2 | Pachuca     | Víctor Manuel Reyna     | 8 de noviembre | 15:00 |
| Veracruz  | 3-4 | UNAM        | Luis "Pirata" Fuente    | 8 de noviembre | 17:00 |
| Monterrey | 0-0 | Necaxa      | Tecnológico             | 8 de noviembre | 17:00 |
| San Luis  | 0-2 | Tigres      | Alfonso Lastras Ramírez | 8 de noviembre | 19:00 |
| Atlas     | 2-0 | Toluca      | Jalisco                 | 8 de noviembre | 21:00 |
| América   | 1-2 | Guadalajara | Azteca                  | 9 de noviembre | 12:00 |
| Atlante   | 2-2 | Morelia     | Azulgrana UTN           | 9 de noviembre | 12:00 |
| Irapuato  | 1-2 | Cruz Azul   | Sergio León Chávez      | 9 de noviembre | 14:00 |
| Santos    | 2-1 | Querétaro   | Corona                  | 9 de noviembre | 16:00 |
| Tecos     | 2-1 | Puebla      | Tres de Marzo           | 9 de noviembre | 16:00 |

| Toluca      | 5-0 | San Luis  | Nemesio Díez           | 11 de noviembre | 15:00 |
| Puebla      | 1-0 | Monterrey | Cuauhtémoc             | 13 de noviembre | 15:00 |
| Tigres      | 1-1 | Santos    | Universitario          | 15 de noviembre | 17:00 |
| Morelia     | 1-1 | Jaguares  | Morelos                | 15 de noviembre | 17:00 |
| Cruz Azul   | 2-3 | Veracruz  | Azul                   | 15 de noviembre | 17:00 |
| Guadalajara | 1-0 | Atlas     | Jalisco                | 15 de noviembre | 19:00 |
| Necaxa      | 1-0 | América   | Victoria               | 15 de noviembre | 20:30 |
| UNAM        | 2-2 | Tecos     | Olímpico Universitario | 16 de noviembre | 12:00 |
| Irapuato    | 0-1 | Pachuca   | Sergio León Chávez     | 16 de noviembre | 12:00 |
| Querétaro   | 0-2 | Atlante   | Corregidora            | 16 de noviembre | 14:00 |

| Jaguares  | 0-0 | Querétaro   | Víctor Manuel Reyna     | 22 de noviembre | 15:00 |
| Santos    | 3-2 | Toluca      | Corona                  | 22 de noviembre | 15:30 |
| Pachuca   | 2-1 | Morelia     | Hidalgo                 | 22 de noviembre | 15:30 |
| Monterrey | 0-1 | UNAM        | Tecnológico             | 22 de noviembre | 15:30 |
| Tecos     | 2-5 | Cruz Azul   | Tres de Marzo           | 22 de noviembre | 15:30 |
| Veracruz  | 1-0 | Irapuato    | Luis "Pirata" Fuente    | 22 de noviembre | 15:30 |
| Atlas     | 1-1 | Necaxa      | Jalisco                 | 22 de noviembre | 15:30 |
| San Luis  | 1-2 | Guadalajara | Alfonso Lastras Ramírez | 22 de noviembre | 15:30 |
| América   | 4-1 | Puebla      | Azteca                  | 22 de noviembre | 15:30 |
| Atlante   | 2-2 | Tigres      | Azulgrana UTN           | 22 de noviembre | 15:30 |

## Estadísticas

### Goleadores
| Nombre                 | Equipo    | Goles |
| ---------------------- | --------- | ----- |
| Luis Gabriel Rey       | Atlante   | 15    |
| José Saturnino Cardozo | Toluca    | 13    |
| Reinaldo Navia         | Morelia   | 12    |
| Carlos María Morales   | Atlas     | 12    |
| Emilio Mora            | Veracruz  | 11    |
| Alex                   | Monterrey | 11    |

### Máximos asistentes
| Nombre        | Equipo   | Asistencias |
| ------------- | -------- | ----------- |
| Rodrigo Ruiz  | Santos   | 10          |
| Irenio Soares | Tigres   | 8           |
| Rafael García | Toluca   | 7           |
| Ángel Morales | Veracruz | 6           |
| Fernando Arce | Irapuato | 6           |
| Jaime Lozano  | UNAM     | 6           |

## Goleadores de Liguilla
| Nombre                 | Equipo  | Goles |
| ---------------------- | ------- | ----- |
| José Saturnino Cardozo | Toluca  | 5     |
| Sebastián González     | Atlante | 4     |
| Andrés Silvera         | Tigres  | 2     |
| Claudio Da Silva       | Pachuca | 2     |
| Salvador Carmona       | Atlante | 2     |

## Liguilla
|  | Reclasificación                                                | Reclasificación                                                | Reclasificación                                                | Reclasificación                                                | Reclasificación                                                |   |   | Cuartos de final                                                     | Cuartos de final                                                     | Cuartos de final                                                     | Cuartos de final                                                     | Cuartos de final                                                     |   |   | Semifinales                                                              | Semifinales                                                              | Semifinales                                                              | Semifinales                                                              | Semifinales                                                              |  |   | Final                                                          | Final                                                          | Final                                                          | Final                                                          | Final                                                          |  |
|  | 26 de noviembre de 2003 (ida) 29 de noviembre de 2003 (vuelta) | 26 de noviembre de 2003 (ida) 29 de noviembre de 2003 (vuelta) | 26 de noviembre de 2003 (ida) 29 de noviembre de 2003 (vuelta) | 26 de noviembre de 2003 (ida) 29 de noviembre de 2003 (vuelta) | 26 de noviembre de 2003 (ida) 29 de noviembre de 2003 (vuelta) |   |   | 3 y 4 de diciembre de 2003 (ida) 6 y 7 de diciembre de 2003 (vuelta) | 3 y 4 de diciembre de 2003 (ida) 6 y 7 de diciembre de 2003 (vuelta) | 3 y 4 de diciembre de 2003 (ida) 6 y 7 de diciembre de 2003 (vuelta) | 3 y 4 de diciembre de 2003 (ida) 6 y 7 de diciembre de 2003 (vuelta) | 3 y 4 de diciembre de 2003 (ida) 6 y 7 de diciembre de 2003 (vuelta) |   |   | 10 y 11 de diciembre de 2003 (ida) 13 y 14 de diciembre de 2003 (vuelta) | 10 y 11 de diciembre de 2003 (ida) 13 y 14 de diciembre de 2003 (vuelta) | 10 y 11 de diciembre de 2003 (ida) 13 y 14 de diciembre de 2003 (vuelta) | 10 y 11 de diciembre de 2003 (ida) 13 y 14 de diciembre de 2003 (vuelta) | 10 y 11 de diciembre de 2003 (ida) 13 y 14 de diciembre de 2003 (vuelta) |  |   | 17 de diciembre de 2003 (ida) 20 de diciembre de 2003 (vuelta) | 17 de diciembre de 2003 (ida) 20 de diciembre de 2003 (vuelta) | 17 de diciembre de 2003 (ida) 20 de diciembre de 2003 (vuelta) | 17 de diciembre de 2003 (ida) 20 de diciembre de 2003 (vuelta) | 17 de diciembre de 2003 (ida) 20 de diciembre de 2003 (vuelta) |  |
|  |                                                                |                                                                |                                                                |                                                                |                                                                |   |   |                                                                      |                                                                      |                                                                      |                                                                      |                                                                      |   |   |                                                                          |                                                                          |                                                                          |                                                                          |                                                                          |  |   |                                                                |                                                                |                                                                |                                                                |                                                                |  |
|  |                                                                |                                                                |                                                                |                                                                |                                                                |   |   |                                                                      |                                                                      |                                                                      |                                                                      |                                                                      |   |   |                                                                          |                                                                          |                                                                          |                                                                          |                                                                          |  |   |                                                                |                                                                |                                                                |                                                                |                                                                |  |
|  |                                                                |                                                                |                                                                |                                                                |                                                                |   |   |                                                                      |                                                                      |                                                                      |                                                                      |                                                                      |   |   |                                                                          |                                                                          |                                                                          |                                                                          |                                                                          |  |   |                                                                |                                                                |                                                                |                                                                |                                                                |  |
|  |                                                                |                                                                |                                                                |                                                                |                                                                |   |   |                                                                      |                                                                      |                                                                      |                                                                      |                                                                      |   |   |                                                                          |                                                                          |                                                                          |                                                                          |                                                                          |  |   |                                                                |                                                                |                                                                |                                                                |                                                                |  |
|  |                                                                |                                                                |                                                                |                                                                |                                                                |   |   |                                                                      |                                                                      |                                                                      |                                                                      |                                                                      |   |   |                                                                          |                                                                          |                                                                          |                                                                          |                                                                          |  |   |                                                                |                                                                |                                                                |                                                                |                                                                |  |
|  |                                                                | 1                                                              | Tigres UANL (*)                                                | 1                                                              | 1                                                              | 2 |   |                                                                      |                                                                      |                                                                      |                                                                      |                                                                      |   |   |                                                                          |                                                                          |                                                                          |                                                                          |                                                                          |  |   |                                                                |                                                                |                                                                |                                                                |                                                                |  |
|  |                                                                |                                                                |                                                                |                                                                |                                                                | 2 |   |                                                                      |                                                                      |                                                                      |                                                                      |                                                                      |   |   |                                                                          |                                                                          |                                                                          |                                                                          |                                                                          |  |   |                                                                |                                                                |                                                                |                                                                |                                                                |  |
|  |                                                                |                                                                | 11                                                             | Cruz Azul                                                      | 0                                                              | 2 | 2 |                                                                      |                                                                      |                                                                      |                                                                      |                                                                      |   |   |                                                                          |                                                                          |                                                                          |                                                                          |                                                                          |  |   |                                                                |                                                                |                                                                |                                                                |                                                                |  |
|  | 6                                                              | Tecos UAG                                                      | 11                                                             | Cruz Azul                                                      | 0                                                              | 2 | 2 | 0                                                                    | 1                                                                    | 1                                                                    |                                                                      |                                                                      |   |   |                                                                          |                                                                          |                                                                          |                                                                          |                                                                          |  |   |                                                                |                                                                |                                                                |                                                                |                                                                |  |
|  | 6                                                              | Tecos UAG                                                      |                                                                |                                                                |                                                                |   |   |                                                                      |                                                                      | 1                                                                    |                                                                      |                                                                      |   |   |                                                                          |                                                                          |                                                                          |                                                                          |                                                                          |  |   |                                                                |                                                                |                                                                |                                                                |                                                                |  |
|  | 11                                                             | Cruz Azul                                                      | 1                                                              | 3                                                              | 4                                                              |   |   |                                                                      |                                                                      |                                                                      |                                                                      |                                                                      |   |   |                                                                          |                                                                          |                                                                          |                                                                          |                                                                          |  |   |                                                                |                                                                |                                                                |                                                                |                                                                |  |
|  | 11                                                             | Cruz Azul                                                      | 1                                                              | 3                                                              | 4                                                              |   |   |                                                                      |                                                                      |                                                                      |                                                                      |                                                                      |   | 1 | Tigres UANL                                                              | 0                                                                        | 2                                                                        | 2                                                                        |                                                                          |  |   |                                                                |                                                                |                                                                |                                                                |                                                                |  |
|  |                                                                |                                                                |                                                                |                                                                |                                                                |   |   |                                                                      |                                                                      |                                                                      |                                                                      |                                                                      |   | 1 | Tigres UANL                                                              | 0                                                                        | 2                                                                        | 2                                                                        |                                                                          |  |   |                                                                |                                                                |                                                                |                                                                |                                                                |  |
|  |                                                                |                                                                | 10                                                             | Toluca                                                         | 1                                                              | 0 | 1 |                                                                      |                                                                      |                                                                      |                                                                      |                                                                      |   |   |                                                                          |                                                                          |                                                                          |                                                                          |                                                                          |  |   |                                                                |                                                                |                                                                |                                                                |                                                                |  |
|  |                                                                |                                                                | 10                                                             | Toluca                                                         | 1                                                              | 0 | 1 |                                                                      |                                                                      |                                                                      |                                                                      |                                                                      |   |   |                                                                          |                                                                          |                                                                          |                                                                          |                                                                          |  |   |                                                                |                                                                |                                                                |                                                                |                                                                |  |
|  |                                                                |                                                                |                                                                |                                                                |                                                                |   |   |                                                                      |                                                                      |                                                                      |                                                                      |                                                                      |   |   |                                                                          |                                                                          |                                                                          |                                                                          |                                                                          |  |   |                                                                |                                                                |                                                                |                                                                |                                                                |  |
|  |                                                                |                                                                |                                                                |                                                                |                                                                |   |   |                                                                      |                                                                      |                                                                      |                                                                      |                                                                      |   |   |                                                                          |                                                                          |                                                                          |                                                                          |                                                                          |  |   |                                                                |                                                                |                                                                |                                                                |                                                                |  |
|  |                                                                | 2                                                              | UNAM                                                           | 2                                                              | 0                                                              | 2 |   |                                                                      |                                                                      |                                                                      |                                                                      |                                                                      |   |   |                                                                          |                                                                          |                                                                          |                                                                          |                                                                          |  |   |                                                                |                                                                |                                                                |                                                                |                                                                |  |
|  |                                                                |                                                                |                                                                |                                                                |                                                                | 2 |   |                                                                      |                                                                      |                                                                      |                                                                      |                                                                      |   |   |                                                                          |                                                                          |                                                                          |                                                                          |                                                                          |  |   |                                                                |                                                                |                                                                |                                                                |                                                                |  |
|  |                                                                |                                                                | 10                                                             | Toluca                                                         | 2                                                              | 2 | 4 |                                                                      |                                                                      |                                                                      |                                                                      |                                                                      |   |   |                                                                          |                                                                          |                                                                          |                                                                          |                                                                          |  |   |                                                                |                                                                |                                                                |                                                                |                                                                |  |
|  | 8                                                              | Guadalajara                                                    | 10                                                             | Toluca                                                         | 2                                                              | 2 | 4 | 0                                                                    | 4                                                                    | 4                                                                    |                                                                      |                                                                      |   |   |                                                                          |                                                                          |                                                                          |                                                                          |                                                                          |  |   |                                                                |                                                                |                                                                |                                                                |                                                                |  |
|  | 8                                                              | Guadalajara                                                    |                                                                |                                                                |                                                                |   |   |                                                                      |                                                                      | 4                                                                    |                                                                      |                                                                      |   |   |                                                                          |                                                                          |                                                                          |                                                                          |                                                                          |  |   |                                                                |                                                                |                                                                |                                                                |                                                                |  |
|  | 10                                                             | Toluca                                                         | 4                                                              | 2                                                              | 6                                                              |   |   |                                                                      |                                                                      |                                                                      |                                                                      |                                                                      |   |   |                                                                          |                                                                          |                                                                          |                                                                          |                                                                          |  |   |                                                                |                                                                |                                                                |                                                                |                                                                |  |
|  | 10                                                             | Toluca                                                         | 4                                                              | 2                                                              | 6                                                              |   |   |                                                                      |                                                                      |                                                                      |                                                                      |                                                                      |   |   |                                                                          |                                                                          |                                                                          |                                                                          |                                                                          |  | 1 | Tigres UANL                                                    | 1                                                              | 1                                                              | 2                                                              |                                                                |  |
|  |                                                                |                                                                |                                                                |                                                                |                                                                |   |   |                                                                      |                                                                      |                                                                      |                                                                      |                                                                      |   |   |                                                                          |                                                                          |                                                                          |                                                                          |                                                                          |  | 1 | Tigres UANL                                                    | 1                                                              | 1                                                              | 2                                                              |                                                                |  |
|  |                                                                |                                                                | 3                                                              | Pachuca                                                        | 3                                                              | 0 | 3 |                                                                      |                                                                      |                                                                      |                                                                      |                                                                      |   |   |                                                                          |                                                                          |                                                                          |                                                                          |                                                                          |  |   |                                                                |                                                                |                                                                |                                                                |                                                                |  |
|  |                                                                |                                                                | 3                                                              | Pachuca                                                        | 3                                                              | 0 | 3 |                                                                      |                                                                      |                                                                      |                                                                      |                                                                      |   |   |                                                                          |                                                                          |                                                                          |                                                                          |                                                                          |  |   |                                                                |                                                                |                                                                |                                                                |                                                                |  |
|  |                                                                |                                                                |                                                                |                                                                |                                                                |   |   |                                                                      |                                                                      |                                                                      |                                                                      |                                                                      |   |   |                                                                          |                                                                          |                                                                          |                                                                          |                                                                          |  |   |                                                                |                                                                |                                                                |                                                                |                                                                |  |
|  |                                                                |                                                                |                                                                |                                                                |                                                                |   |   |                                                                      |                                                                      |                                                                      |                                                                      |                                                                      |   |   |                                                                          |                                                                          |                                                                          |                                                                          |                                                                          |  |   |                                                                |                                                                |                                                                |                                                                |                                                                |  |
|  |                                                                | 3                                                              | Pachuca                                                        | 3                                                              | 1                                                              | 4 |   |                                                                      |                                                                      |                                                                      |                                                                      |                                                                      |   |   |                                                                          |                                                                          |                                                                          |                                                                          |                                                                          |  |   |                                                                |                                                                |                                                                |                                                                |                                                                |  |
|  |                                                                |                                                                |                                                                |                                                                |                                                                | 4 |   |                                                                      |                                                                      |                                                                      |                                                                      |                                                                      |   |   |                                                                          |                                                                          |                                                                          |                                                                          |                                                                          |  |   |                                                                |                                                                |                                                                |                                                                |                                                                |  |
|  |                                                                |                                                                | 7                                                              | Necaxa                                                         | 1                                                              | 2 | 3 |                                                                      |                                                                      |                                                                      |                                                                      |                                                                      |   |   |                                                                          |                                                                          |                                                                          |                                                                          |                                                                          |  |   |                                                                |                                                                |                                                                |                                                                |                                                                |  |
|  |                                                                |                                                                | 7                                                              | Necaxa                                                         | 1                                                              | 2 | 3 |                                                                      |                                                                      |                                                                      |                                                                      |                                                                      |   |   |                                                                          |                                                                          |                                                                          |                                                                          |                                                                          |  |   |                                                                |                                                                |                                                                |                                                                |                                                                |  |
|  |                                                                |                                                                |                                                                |                                                                |                                                                |   |   |                                                                      |                                                                      |                                                                      |                                                                      |                                                                      |   |   |                                                                          |                                                                          |                                                                          |                                                                          |                                                                          |  |   |                                                                |                                                                |                                                                |                                                                |                                                                |  |
|  |                                                                |                                                                |                                                                |                                                                |                                                                |   |   |                                                                      |                                                                      |                                                                      |                                                                      |                                                                      |   |   |                                                                          |                                                                          |                                                                          |                                                                          |                                                                          |  |   |                                                                |                                                                |                                                                |                                                                |                                                                |  |
|  |                                                                |                                                                |                                                                |                                                                |                                                                |   |   |                                                                      | 3                                                                    | Pachuca                                                              | 0                                                                    | 2                                                                    | 2 |   |                                                                          |                                                                          |                                                                          |                                                                          |                                                                          |  |   |                                                                |                                                                |                                                                |                                                                |                                                                |  |
|  |                                                                |                                                                |                                                                |                                                                |                                                                |   |   |                                                                      |                                                                      |                                                                      |                                                                      |                                                                      | 2 |   |                                                                          |                                                                          |                                                                          |                                                                          |                                                                          |  |   |                                                                |                                                                |                                                                |                                                                |                                                                |  |
|  |                                                                |                                                                | 5                                                              | Atlante                                                        | 0                                                              | 1 | 1 |                                                                      |                                                                      |                                                                      |                                                                      |                                                                      |   |   |                                                                          |                                                                          |                                                                          |                                                                          |                                                                          |  |   |                                                                |                                                                |                                                                |                                                                |                                                                |  |
|  |                                                                |                                                                | 5                                                              | Atlante                                                        | 0                                                              | 1 | 1 |                                                                      |                                                                      |                                                                      |                                                                      |                                                                      |   |   |                                                                          |                                                                          |                                                                          |                                                                          |                                                                          |  |   |                                                                |                                                                |                                                                |                                                                |                                                                |  |
|  |                                                                |                                                                |                                                                |                                                                |                                                                |   |   |                                                                      |                                                                      |                                                                      |                                                                      |                                                                      |   |   |                                                                          |                                                                          |                                                                          |                                                                          |                                                                          |  |   |                                                                |                                                                |                                                                |                                                                |                                                                |  |
|  |                                                                |                                                                |                                                                |                                                                |                                                                |   |   |                                                                      |                                                                      |                                                                      |                                                                      |                                                                      |   |   |                                                                          |                                                                          |                                                                          |                                                                          |                                                                          |  |   |                                                                |                                                                |                                                                |                                                                |                                                                |  |
|  |                                                                | 4                                                              | Santos Laguna                                                  | 1                                                              | 2                                                              | 3 |   |                                                                      |                                                                      |                                                                      |                                                                      |                                                                      |   |   |                                                                          |                                                                          |                                                                          |                                                                          |                                                                          |  |   |                                                                |                                                                |                                                                |                                                                |                                                                |  |
|  |                                                                |                                                                |                                                                |                                                                |                                                                | 3 |   |                                                                      |                                                                      |                                                                      |                                                                      |                                                                      |   |   |                                                                          |                                                                          |                                                                          |                                                                          |                                                                          |  |   |                                                                |                                                                |                                                                |                                                                |                                                                |  |
|  |                                                                |                                                                | 5                                                              | Atlante                                                        | 3                                                              | 2 | 5 |                                                                      |                                                                      |                                                                      |                                                                      |                                                                      |   |   |                                                                          |                                                                          |                                                                          |                                                                          |                                                                          |  |   |                                                                |                                                                |                                                                |                                                                |                                                                |  |
|  |                                                                |                                                                | 5                                                              | Atlante                                                        | 3                                                              | 2 | 5 |                                                                      |                                                                      |                                                                      |                                                                      |                                                                      |   |   |                                                                          |                                                                          |                                                                          |                                                                          |                                                                          |  |   |                                                                |                                                                |                                                                |                                                                |                                                                |  |
|  |                                                                |                                                                |                                                                |                                                                |                                                                |   |   |                                                                      |                                                                      |                                                                      |                                                                      |                                                                      |   |   |                                                                          |                                                                          |                                                                          |                                                                          |                                                                          |  |   |                                                                |                                                                |                                                                |                                                                |                                                                |  |
|  |                                                                |                                                                |                                                                |                                                                |                                                                |   |   |                                                                      |                                                                      |                                                                      |                                                                      |                                                                      |   |   |                                                                          |                                                                          |                                                                          |                                                                          |                                                                          |  |   |                                                                |                                                                |                                                                |                                                                |                                                                |  |
|  |                                                                |                                                                |                                                                |                                                                |                                                                |   |   |                                                                      |                                                                      |                                                                      |                                                                      |                                                                      |   |   |                                                                          |                                                                          |                                                                          |                                                                          |                                                                          |  |   |                                                                |                                                                |                                                                |                                                                |                                                                |  |
|  |                                                                |                                                                |                                                                |                                                                |                                                                |   |   |                                                                      |                                                                      |                                                                      |                                                                      |                                                                      |   |   |                                                                          |                                                                          |                                                                          |                                                                          |                                                                          |  |   |                                                                |                                                                |                                                                |                                                                |                                                                |  |

- (*) Avanza por su posición en la tabla

### Cuartos de final
| 3 de diciembre de 2003, 15:00 | Toluca                           | 2:2 (2:1) | UNAM                  | Estadio Nemesio Díez, Toluca                                 |                                                              |
|                               | Cuberas 26' · Cardozo 45' (pen.) | Reporte   | Botero 5' · Verón 60' | Asistencia: 26,000 espectadores Árbitro(s): José Abramo Lira | Asistencia: 26,000 espectadores Árbitro(s): José Abramo Lira |

| 6 de diciembre de 2003, 12:00 | UNAM | 0:2 (0:1) (Global 2:4) | Toluca                  | Estadio Olímpico Universitario, Ciudad de México                    |                                                                     |
|                               |      | Reporte                | Carmona 31' · López 53' | Asistencia: 61,000 espectadores Árbitro(s): Marco Antonio Rodríguez | Asistencia: 61,000 espectadores Árbitro(s): Marco Antonio Rodríguez |
| Toluca avanzó a Semifinales.  |      |                        |                         |                                                                     |                                                                     |

| 3 de diciembre de 2003, 21:00 | Cruz Azul | 0:1 (0:1) | Tigres     | Estadio Azul, Ciudad de México                              |                                                             |
|                               |           | Reporte   | Gaitán 27' | Asistencia: 35,161 espectadores Árbitro(s): Paul Delgadillo | Asistencia: 35,161 espectadores Árbitro(s): Paul Delgadillo |

| 6 de diciembre de 2003, 19:00                               | Tigres     | 1:2 (1:2) (Global 3:3) | Cruz Azul                       | Estadio Universitario, San Nicolás                                         |                                                                            |
|                                                             | Silvera 6' | Reporte                | M. Delgado 10' · C. Delgado 17' | Asistencia: 42,000 espectadores Árbitro(s): Mauricio Rafael Morales Ovalle | Asistencia: 42,000 espectadores Árbitro(s): Mauricio Rafael Morales Ovalle |
| Tigres avanzó a Semifinales por mejor posiciòn en la tabla. |            |                        |                                 |                                                                            |                                                                            |

| 4 de diciembre de 2003, 20:00                                                         | Necaxa   | 1:3 (0:0) | Pachuca                                | Estadio Victoria, Aguascalientes       |                                        |
|                                                                                       | Sosa 51' | Reporte   | Vidrio 48' · Santana 57' · Ledesma 83' | Árbitro(s): Jorge Eduardo Gasso Flores | Árbitro(s): Jorge Eduardo Gasso Flores |
| Penal fallado por Carlos González al minuto 35' detenido por el portero Miguel Calero |          |           |                                        |                                        |                                        |

| 7 de diciembre de 2003, 12:00 | Pachuca       | 1:2 (0:2) | Necaxa       | Estadio Hidalgo, Pachuca                 |                                          |
|                               | Claudinho 65' | Reporte   | Luna 9', 44' | Árbitro(s): Manuel Ernesto Glower Guerra | Árbitro(s): Manuel Ernesto Glower Guerra |

| 4 de diciembre de 2003, 15:00                                                              | Atlante                | 3:1 (1:1) | Santos   | Estadio Azulgrana UTN, Nezahualcóyotl |                                |
|                                                                                            | González 25', 49', 66' | Reporte   | Ruiz 30' | Árbitro(s): Hugo León Guajardo        | Árbitro(s): Hugo León Guajardo |
| Penal fallado por Luis Gabriel Rey al minuto 39' detenido por el portero Alexandro Álvarez |                        |           |          |                                       |                                |

| 7 de diciembre de 2003, 16:00 | Santos                   | 2:2 (1:1) | Atlante                       | Estadio Corona, Torreón            |                                    |
|                               | Vuoso 14' · Borgetti 69' | Reporte   | Baños 1' · Hernández Lash 75' | Árbitro(s): Gilberto Alcalá Pineda | Árbitro(s): Gilberto Alcalá Pineda |

### Semifinales
| 10 de diciembre de 2003, 15:00 | Toluca      | 1:0 (0:0) | Tigres | Estadio Nemesio Díez, Toluca                                       |                                                                    |
|                                | Cardozo 63' | Reporte   |        | Asistencia: 26,600 espectadores Árbitro(s): Gilberto Alcalá Pineda | Asistencia: 26,600 espectadores Árbitro(s): Gilberto Alcalá Pineda |

| 13 de diciembre de 2003, 19:00 | Tigres                  | 2:0 (1:0) (Global 2:1) | Toluca | Estadio Universitario, San Nicolàs                                     |                                                                        |
|                                | Rergis 32' · Kléber 55' | Reporte                |        | Asistencia: 42,000 espectadores Árbitro(s): Jorge Eduardo Gasso Flores | Asistencia: 42,000 espectadores Árbitro(s): Jorge Eduardo Gasso Flores |
| Tigres avanzó a la Final.      |                         |                        |        |                                                                        |                                                                        |

| 11 de diciembre de 2003, 15:00 | Atlante | 0:0 (0:0) | Pachuca | Estadio Azulgrana UTN, Nezahualcóyotl                        |                                                              |
|                                |         | Reporte   |         | Asistencia: 19,240 espectadores Árbitro(s): José Abramo Lira | Asistencia: 19,240 espectadores Árbitro(s): José Abramo Lira |

| 14 de diciembre de 2003, 19:00 | Pachuca                      | 2:1 (1:0) | Atlante      | Estadio Hidalgo, Pachuca asistencia = 25,000 |                                            |
|                                | Claudinho 1' · Caballero 69' | Reporte   | González 74' | Árbitro(s): Marco Antonio Rodríguez Moreno   | Árbitro(s): Marco Antonio Rodríguez Moreno |

### Final
| 17 de diciembre de 2003, 20:00 | Pachuca                                                | 3:1 (1:0) | Tigres     | Estadio Hidalgo, Pachuca                                           |                                                                    |
|                                | Sánchez 23' (a.g.) · Bautista 77' · de Anda 86' (pen.) | Reporte   | Soares 59' | Asistencia: 25,000 espectadores Árbitro(s): Gilberto Alcalá Pineda | Asistencia: 25,000 espectadores Árbitro(s): Gilberto Alcalá Pineda |

| 20 de diciembre de 2003, 19:00            | Tigres      | 1:0 (0:0) (Global 2:3) | Pachuca | Estadio Universitario, San Nicolás                                  |                                                                     |
|                                           | Silvera 90' | Reporte                |         | Asistencia: 45,000 espectadores Árbitro(s): Marco Antonio Rodríguez | Asistencia: 45,000 espectadores Árbitro(s): Marco Antonio Rodríguez |
| Pachuca Campeón del Torneo Apertura 2003. |             |                        |         |                                                                     |                                                                     |

#### Final - Ida
| 1     | POR   | Miguel Calero          |  |
| 2     | DEF   | Alberto Rodríguez      |  |
| 5     | DEF   | Gabriel de Anda        |  |
| 4     | DEF   | Joel Huiqui            |  |
| 99    | DEF   | Manuel Vidrio          |  |
| 6     | DEF   | Octavio Valdez         |  |
| 29    | MED   | Jaime Correa           |  |
| 8     | MED   | Gabriel Caballero      |  |
| 15    | MED   | Andrés Chitiva         |  |
| 18    | DEL   | Sergio Santana         |  |
| 11    | DEL   | Claudinho              |  |
| D. T. | D. T. | Víctor Manuel Vucetich |  |

| 1     | POR   | Gustavo Campagnuolo |  |
| 15    | DEF   | Mario Ruiz          |  |
| 2     | DEF   | Hugo Sánchez        |  |
| 4     | DEF   | David Oteo          |  |
| 6     | DEF   | Omar Briseño        |  |
| 13    | MED   | Antonio Sancho      |  |
| 8     | MED   | Irenio Soares       |  |
| 23    | MED   | Javier Saavedra     |  |
| 5     | MED   | Eduardo Rergis      |  |
| 11    | DEL   | Kleber Pereira      |  |
| 22    | DEL   | Andrés Silvera      |  |
| D. T. | D. T. | Nery Pumpido        |  |

| 9  | DEL | Gabriel Álvez   | 60' |
| 19 | MED | Marinho Ledesma | 63' |
| 58 | DEL | Adolfo Bautista | 69' |

| 9  | DEL | Jesús Olalde       | 71' |
| 21 | DEF | Marco Antonio Ruiz | 71' |

| 23' · 67' · 83' | Hugo Sánchez Adolfo Bautista Gabriel de Anda | 1:0 2:1 3:1 |

| 59' | Irenio Soares | 1:1 |

| 68' | Marinho Ledesma |

| 29' | Antonio Sancho |

| Principal  | Gilberto Alcalá Pineda |
| Asistentes | Alejandro Cruz         |
|            | Felipe González        |
| Cuarto     | Bandera de México      |

|                    |    |   |
| Tiros              | 16 | 9 |
| Tiros a puerta     | 8  | 4 |
| Faltas             | 9  | 9 |
| Saques de esquina  | 8  | 4 |
| Penaltis           | 1  | 0 |
| Fueras de juego    | 5  | 1 |
| Posesión del balón | %  | % |

| Alineación inicial |

| 1     | POR   | Miguel Calero          |  |
| 2     | DEF   | Alberto Rodríguez      |  |
| 5     | DEF   | Gabriel de Anda        |  |
| 4     | DEF   | Joel Huiqui            |  |
| 99    | DEF   | Manuel Vidrio          |  |
| 6     | DEF   | Octavio Valdez         |  |
| 29    | MED   | Jaime Correa           |  |
| 8     | MED   | Gabriel Caballero      |  |
| 15    | MED   | Andrés Chitiva         |  |
| 18    | DEL   | Sergio Santana         |  |
| 11    | DEL   | Claudinho              |  |
| D. T. | D. T. | Víctor Manuel Vucetich |  |

| 1     | POR   | Gustavo Campagnuolo |  |
| 15    | DEF   | Mario Ruiz          |  |
| 2     | DEF   | Hugo Sánchez        |  |
| 4     | DEF   | David Oteo          |  |
| 6     | DEF   | Omar Briseño        |  |
| 13    | MED   | Antonio Sancho      |  |
| 8     | MED   | Irenio Soares       |  |
| 23    | MED   | Javier Saavedra     |  |
| 5     | MED   | Eduardo Rergis      |  |
| 11    | DEL   | Kleber Pereira      |  |
| 22    | DEL   | Andrés Silvera      |  |
| D. T. | D. T. | Nery Pumpido        |  |

| 9  | DEL | Gabriel Álvez   | 60' |
| 19 | MED | Marinho Ledesma | 63' |
| 58 | DEL | Adolfo Bautista | 69' |

| 9  | DEL | Jesús Olalde       | 71' |
| 21 | DEF | Marco Antonio Ruiz | 71' |

| 23' · 67' · 83' | Hugo Sánchez Adolfo Bautista Gabriel de Anda | 1:0 2:1 3:1 |

| 59' | Irenio Soares | 1:1 |

| 68' | Marinho Ledesma |

| 29' | Antonio Sancho |

| Principal  | Gilberto Alcalá Pineda |
| Asistentes | Alejandro Cruz         |
|            | Felipe González        |
| Cuarto     | Bandera de México      |

|                    |    |   |
| Tiros              | 16 | 9 |
| Tiros a puerta     | 8  | 4 |
| Faltas             | 9  | 9 |
| Saques de esquina  | 8  | 4 |
| Penaltis           | 1  | 0 |
| Fueras de juego    | 5  | 1 |
| Posesión del balón | %  | % |

| Alineación inicial |

| 1     | POR   | Miguel Calero          |  |
| 2     | DEF   | Alberto Rodríguez      |  |
| 5     | DEF   | Gabriel de Anda        |  |
| 4     | DEF   | Joel Huiqui            |  |
| 99    | DEF   | Manuel Vidrio          |  |
| 6     | DEF   | Octavio Valdez         |  |
| 29    | MED   | Jaime Correa           |  |
| 8     | MED   | Gabriel Caballero      |  |
| 15    | MED   | Andrés Chitiva         |  |
| 18    | DEL   | Sergio Santana         |  |
| 11    | DEL   | Claudinho              |  |
| D. T. | D. T. | Víctor Manuel Vucetich |  |

| 1     | POR   | Gustavo Campagnuolo |  |
| 15    | DEF   | Mario Ruiz          |  |
| 2     | DEF   | Hugo Sánchez        |  |
| 4     | DEF   | David Oteo          |  |
| 6     | DEF   | Omar Briseño        |  |
| 13    | MED   | Antonio Sancho      |  |
| 8     | MED   | Irenio Soares       |  |
| 23    | MED   | Javier Saavedra     |  |
| 5     | MED   | Eduardo Rergis      |  |
| 11    | DEL   | Kleber Pereira      |  |
| 22    | DEL   | Andrés Silvera      |  |
| D. T. | D. T. | Nery Pumpido        |  |

| 9  | DEL | Gabriel Álvez   | 60' |
| 19 | MED | Marinho Ledesma | 63' |
| 58 | DEL | Adolfo Bautista | 69' |

| 9  | DEL | Jesús Olalde       | 71' |
| 21 | DEF | Marco Antonio Ruiz | 71' |

| 23' · 67' · 83' | Hugo Sánchez Adolfo Bautista Gabriel de Anda | 1:0 2:1 3:1 |

| 59' | Irenio Soares | 1:1 |

| 68' | Marinho Ledesma |

| 29' | Antonio Sancho |

| Principal  | Gilberto Alcalá Pineda |
| Asistentes | Alejandro Cruz         |
|            | Felipe González        |
| Cuarto     | Bandera de México      |

|                    |    |   |
| Tiros              | 16 | 9 |
| Tiros a puerta     | 8  | 4 |
| Faltas             | 9  | 9 |
| Saques de esquina  | 8  | 4 |
| Penaltis           | 1  | 0 |
| Fueras de juego    | 5  | 1 |
| Posesión del balón | %  | % |

| Alineación inicial |

| 1     | POR   | Miguel Calero          |  |
| 2     | DEF   | Alberto Rodríguez      |  |
| 5     | DEF   | Gabriel de Anda        |  |
| 4     | DEF   | Joel Huiqui            |  |
| 99    | DEF   | Manuel Vidrio          |  |
| 6     | DEF   | Octavio Valdez         |  |
| 29    | MED   | Jaime Correa           |  |
| 8     | MED   | Gabriel Caballero      |  |
| 15    | MED   | Andrés Chitiva         |  |
| 18    | DEL   | Sergio Santana         |  |
| 11    | DEL   | Claudinho              |  |
| D. T. | D. T. | Víctor Manuel Vucetich |  |

| 1     | POR   | Gustavo Campagnuolo |  |
| 15    | DEF   | Mario Ruiz          |  |
| 2     | DEF   | Hugo Sánchez        |  |
| 4     | DEF   | David Oteo          |  |
| 6     | DEF   | Omar Briseño        |  |
| 13    | MED   | Antonio Sancho      |  |
| 8     | MED   | Irenio Soares       |  |
| 23    | MED   | Javier Saavedra     |  |
| 5     | MED   | Eduardo Rergis      |  |
| 11    | DEL   | Kleber Pereira      |  |
| 22    | DEL   | Andrés Silvera      |  |
| D. T. | D. T. | Nery Pumpido        |  |

| 9  | DEL | Gabriel Álvez   | 60' |
| 19 | MED | Marinho Ledesma | 63' |
| 58 | DEL | Adolfo Bautista | 69' |

| 9  | DEL | Jesús Olalde       | 71' |
| 21 | DEF | Marco Antonio Ruiz | 71' |

| 23' · 67' · 83' | Hugo Sánchez Adolfo Bautista Gabriel de Anda | 1:0 2:1 3:1 |

| 59' | Irenio Soares | 1:1 |

| 68' | Marinho Ledesma |

| 29' | Antonio Sancho |

| Principal  | Gilberto Alcalá Pineda |
| Asistentes | Alejandro Cruz         |
|            | Felipe González        |
| Cuarto     | Bandera de México      |

|                    |    |   |
| Tiros              | 16 | 9 |
| Tiros a puerta     | 8  | 4 |
| Faltas             | 9  | 9 |
| Saques de esquina  | 8  | 4 |
| Penaltis           | 1  | 0 |
| Fueras de juego    | 5  | 1 |
| Posesión del balón | %  | % |

| Alineación inicial |

#### Final Vuelta
| 1     | POR   | Gustavo Campagnuolo |  |
| 15    | DEF   | Mario Ruiz          |  |
| 20    | DEF   | Hugo Sánchez        |  |
| 2     | DEF   | Claudio Suárez      |  |
| 6     | DEF   | Omar Briseño        |  |
| 13    | MED   | Antonio Sancho      |  |
| 5     | MED   | Eduardo Rergis      |  |
| 8     | MED   | Irenio Soares       |  |
| 23    | MED   | Javier Saavedra     |  |
| 10    | DEL   | Walter Gaitan       |  |
| 22    | DEL   | Andrés Silvera      |  |
| D. T. | D. T. | Nery Pumpido        |  |

| 1     | POR   | Miguel Calero          |  |
| 2     | DEF   | Alberto Rodríguez      |  |
| 99    | DEF   | Manuel Vidrio          |  |
| 4     | DEF   | Joel Huiqui            |  |
| 5     | DEF   | Gabriel de Anda        |  |
| 7     | MED   | Octavio Valdez         |  |
| 29    | MED   | Jaime Correa           |  |
| 8     | MED   | Gabriel Caballero      |  |
| 15    | MED   | Andrés Chitiva         |  |
| 18    | DEL   | Sergio Santana         |  |
| 58    | DEL   | Adolfo Bautista        |  |
| D. T. | D. T. | Víctor Manuel Vucetich |  |

| 11 | Delantero | Kleber | 46' |

| 25 | Defensa   | Marco Sánchez Yacuta | Entró |
| 9  | Delantero | Gabriel Alvez        | Entró |
| 19 | Delantero | Marinho Ledesma      | Entró |

| 88' | Andrés Silvera | 1:0 |

| 22' · 64' · 64' · 68' | Claudio Suárez Antonio Sancho Walter Gaitan |

| 4' · 75' · 81' · 81' | Gabriel de Anda Marco Sánchez Yacuta Joel Huiqui |

| 64' · 74' · 84' | Antonio Sancho Eduardo Rergis Irenio Soares |

| 81' | Joel Huiqui |

| Principal  | Marco Antonio Rodríguez  |
| Asistentes | José Francisco Ramírez   |
|            | Héctor Manuel Delgadillo |
| Cuarto     | Manuel Glower            |

|                    |    |    |
| Tiros              | 11 | 7  |
| Tiros a puerta     | 6  | 6  |
| Faltas             | 16 | 22 |
| Saques de esquina  | 12 | 5  |
| Fueras de juego    | 5  | 4  |
| Posesión del balón | %  | %  |

| Alineación inicial |

| 1     | POR   | Gustavo Campagnuolo |  |
| 15    | DEF   | Mario Ruiz          |  |
| 20    | DEF   | Hugo Sánchez        |  |
| 2     | DEF   | Claudio Suárez      |  |
| 6     | DEF   | Omar Briseño        |  |
| 13    | MED   | Antonio Sancho      |  |
| 5     | MED   | Eduardo Rergis      |  |
| 8     | MED   | Irenio Soares       |  |
| 23    | MED   | Javier Saavedra     |  |
| 10    | DEL   | Walter Gaitan       |  |
| 22    | DEL   | Andrés Silvera      |  |
| D. T. | D. T. | Nery Pumpido        |  |

| 1     | POR   | Miguel Calero          |  |
| 2     | DEF   | Alberto Rodríguez      |  |
| 99    | DEF   | Manuel Vidrio          |  |
| 4     | DEF   | Joel Huiqui            |  |
| 5     | DEF   | Gabriel de Anda        |  |
| 7     | MED   | Octavio Valdez         |  |
| 29    | MED   | Jaime Correa           |  |
| 8     | MED   | Gabriel Caballero      |  |
| 15    | MED   | Andrés Chitiva         |  |
| 18    | DEL   | Sergio Santana         |  |
| 58    | DEL   | Adolfo Bautista        |  |
| D. T. | D. T. | Víctor Manuel Vucetich |  |

| 11 | Delantero | Kleber | 46' |

| 25 | Defensa   | Marco Sánchez Yacuta | Entró |
| 9  | Delantero | Gabriel Alvez        | Entró |
| 19 | Delantero | Marinho Ledesma      | Entró |

| 88' | Andrés Silvera | 1:0 |

| 22' · 64' · 64' · 68' | Claudio Suárez Antonio Sancho Walter Gaitan |

| 4' · 75' · 81' · 81' | Gabriel de Anda Marco Sánchez Yacuta Joel Huiqui |

| 64' · 74' · 84' | Antonio Sancho Eduardo Rergis Irenio Soares |

| 81' | Joel Huiqui |

| Principal  | Marco Antonio Rodríguez  |
| Asistentes | José Francisco Ramírez   |
|            | Héctor Manuel Delgadillo |
| Cuarto     | Manuel Glower            |

|                    |    |    |
| Tiros              | 11 | 7  |
| Tiros a puerta     | 6  | 6  |
| Faltas             | 16 | 22 |
| Saques de esquina  | 12 | 5  |
| Fueras de juego    | 5  | 4  |
| Posesión del balón | %  | %  |

| Alineación inicial |

| 1     | POR   | Gustavo Campagnuolo |  |
| 15    | DEF   | Mario Ruiz          |  |
| 20    | DEF   | Hugo Sánchez        |  |
| 2     | DEF   | Claudio Suárez      |  |
| 6     | DEF   | Omar Briseño        |  |
| 13    | MED   | Antonio Sancho      |  |
| 5     | MED   | Eduardo Rergis      |  |
| 8     | MED   | Irenio Soares       |  |
| 23    | MED   | Javier Saavedra     |  |
| 10    | DEL   | Walter Gaitan       |  |
| 22    | DEL   | Andrés Silvera      |  |
| D. T. | D. T. | Nery Pumpido        |  |

| 1     | POR   | Miguel Calero          |  |
| 2     | DEF   | Alberto Rodríguez      |  |
| 99    | DEF   | Manuel Vidrio          |  |
| 4     | DEF   | Joel Huiqui            |  |
| 5     | DEF   | Gabriel de Anda        |  |
| 7     | MED   | Octavio Valdez         |  |
| 29    | MED   | Jaime Correa           |  |
| 8     | MED   | Gabriel Caballero      |  |
| 15    | MED   | Andrés Chitiva         |  |
| 18    | DEL   | Sergio Santana         |  |
| 58    | DEL   | Adolfo Bautista        |  |
| D. T. | D. T. | Víctor Manuel Vucetich |  |

| 11 | Delantero | Kleber | 46' |

| 25 | Defensa   | Marco Sánchez Yacuta | Entró |
| 9  | Delantero | Gabriel Alvez        | Entró |
| 19 | Delantero | Marinho Ledesma      | Entró |

| 88' | Andrés Silvera | 1:0 |

| 22' · 64' · 64' · 68' | Claudio Suárez Antonio Sancho Walter Gaitan |

| 4' · 75' · 81' · 81' | Gabriel de Anda Marco Sánchez Yacuta Joel Huiqui |

| 64' · 74' · 84' | Antonio Sancho Eduardo Rergis Irenio Soares |

| 81' | Joel Huiqui |

| Principal  | Marco Antonio Rodríguez  |
| Asistentes | José Francisco Ramírez   |
|            | Héctor Manuel Delgadillo |
| Cuarto     | Manuel Glower            |

|                    |    |    |
| Tiros              | 11 | 7  |
| Tiros a puerta     | 6  | 6  |
| Faltas             | 16 | 22 |
| Saques de esquina  | 12 | 5  |
| Fueras de juego    | 5  | 4  |
| Posesión del balón | %  | %  |

| Alineación inicial |

| 1     | POR   | Gustavo Campagnuolo |  |
| 15    | DEF   | Mario Ruiz          |  |
| 20    | DEF   | Hugo Sánchez        |  |
| 2     | DEF   | Claudio Suárez      |  |
| 6     | DEF   | Omar Briseño        |  |
| 13    | MED   | Antonio Sancho      |  |
| 5     | MED   | Eduardo Rergis      |  |
| 8     | MED   | Irenio Soares       |  |
| 23    | MED   | Javier Saavedra     |  |
| 10    | DEL   | Walter Gaitan       |  |
| 22    | DEL   | Andrés Silvera      |  |
| D. T. | D. T. | Nery Pumpido        |  |

| 1     | POR   | Miguel Calero          |  |
| 2     | DEF   | Alberto Rodríguez      |  |
| 99    | DEF   | Manuel Vidrio          |  |
| 4     | DEF   | Joel Huiqui            |  |
| 5     | DEF   | Gabriel de Anda        |  |
| 7     | MED   | Octavio Valdez         |  |
| 29    | MED   | Jaime Correa           |  |
| 8     | MED   | Gabriel Caballero      |  |
| 15    | MED   | Andrés Chitiva         |  |
| 18    | DEL   | Sergio Santana         |  |
| 58    | DEL   | Adolfo Bautista        |  |
| D. T. | D. T. | Víctor Manuel Vucetich |  |

| 11 | Delantero | Kleber | 46' |

| 25 | Defensa   | Marco Sánchez Yacuta | Entró |
| 9  | Delantero | Gabriel Alvez        | Entró |
| 19 | Delantero | Marinho Ledesma      | Entró |

| 88' | Andrés Silvera | 1:0 |

| 22' · 64' · 64' · 68' | Claudio Suárez Antonio Sancho Walter Gaitan |

| 4' · 75' · 81' · 81' | Gabriel de Anda Marco Sánchez Yacuta Joel Huiqui |

| 64' · 74' · 84' | Antonio Sancho Eduardo Rergis Irenio Soares |

| 81' | Joel Huiqui |

| Principal  | Marco Antonio Rodríguez  |
| Asistentes | José Francisco Ramírez   |
|            | Héctor Manuel Delgadillo |
| Cuarto     | Manuel Glower            |

|                    |    |    |
| Tiros              | 11 | 7  |
| Tiros a puerta     | 6  | 6  |
| Faltas             | 16 | 22 |
| Saques de esquina  | 12 | 5  |
| Fueras de juego    | 5  | 4  |
| Posesión del balón | %  | %  |

| Alineación inicial |

|                            |
| Pachuca Campeón 3° título. |

- Datos: Q3534480